# 海岸 (1954年の映画)
『海岸』（かいがん、伊: La spiaggia、英: The Beach）は、1954年に公開されたイタリアのコメディ・ドラマ映画。監督はアルベルト・ラトゥアーダ。主演はマルティーヌ・キャロル、ラフ・ヴァローネ、マリオ・カロテヌート。高級リゾート地のビーチに幼い娘を連れてきた売春婦の騒動を描いた作品で、リグーリア州で起きた実話を基にしている。
2008年、イタリア文化省が支援する「保存すべきイタリア映画100本」に選出された。
日本では劇場未公開だが、テレビ放送が行われている。

## キャスト

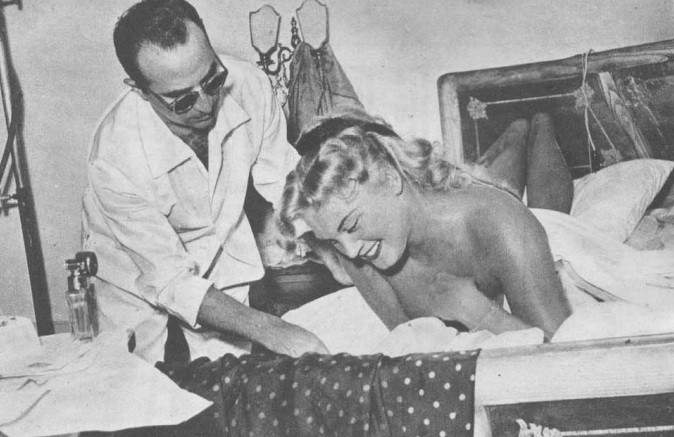
ラトゥアーダ監督とエキストラ出演者

- アンナ: マルティーヌ・キャロル（吹替: 中西妙子）
- シルヴィオ市長: ラフ・ヴァローネ
- カルロ: マリオ・カロテヌート（イタリア語版）
- ルイージ: カルロ・ロマーノ（イタリア語版）
- カルロ夫人: クレリア・マターニア（イタリア語版）
- アンナの娘: アンナ・ガブリエラ・ピサーニ

※日本語吹替: テレビ版・初回放送1966年8月25日『テレビ名画座』

## スタッフ
- 監督・原案: アルベルト・ラトゥアーダ
- 脚本: アルベルト・ラトゥアーダ、ルイジ・マレルバ（イタリア語版）、ロドルフォ・ソネゴ、シャルル・スパーク（イタリア語版）
- 撮影: マリオ・クラヴェリ（イタリア語版）
- 美術・衣装: ダリオ・チェッキ（イタリア語版）、マウリツィオ・セーラ（イタリア語版）
- 編集: マリオ・セランドレイ（イタリア語版）
- 音楽: ピエロ・モルガン（イタリア語版）